# Iodopepla
Iodopepla là một chi bướm đêm thuộc họ Noctuidae.

## Loài
- Iodopepla alayoi Todd, 1964
- Iodopepla u-album (Guenée, 1852)